# Kraspedonema reflectans
Kraspedonema reflectans is een rondwormensoort uit de familie van de Cyatholaimidae.